# Folke Drangel
Folke Emanuel Drangel, född den 27 mars 1893 i Horns församling, Östergötlands län, död den 23 januari 1994 i Vaxholm, var en svensk jurist. 
Drangel avlade studentexamen i Linköping 1911 och juris kandidatexamen vid Stockholms högskola 1920. Han genomförde tingstjänstgöring i Gärds och Albo domsaga 1920–1923, blev assessor i Göta hovrätt 1927, hovrättsråd 1933 och revisionssekreterare 1936. Drangel var häradshövding i Gästriklands östra domsaga 1940–1956. Han blev riddare av Nordstjärneorden 1936 och kommendör av andra klassen av samma orden 1951.